# الخلو (النادرة)

تعديل مصدري - تعديل

الخلو محلة تابعة لقرية ذراح، التابعة لعزلة مقنع الاعلى بمديرية النادرة إحدى مديريات محافظة إب في الجمهورية اليمنية، بلغ تعداد سكانها 131 حسب تعداد اليمن لعام 2004.